# Poldové (film, 2010)
Poldové (v anglickém originále Cop Out) je americká akční filmová komedie z roku 2010, kterou natočil režisér Kevin Smith podle scénáře bratrů Robba a Marka Cullenových. Hlavní role ztvárnili Bruce Willis, Tracy Morgan, Adam Brody, Kevin Pollak, Ana de la Reguera, Guillermo Diaz a Seann William Scott. Snímek vypráví o dvou zkušených detektivech newyorské policie (Willis, Morgan), kteří se vydají pátrat po kradené vzácné baseballové sběratelské kartě a zapletou se při tom s mexickým gangem.
Natáčení filmu probíhalo od června do srpna 2009, rozpočet snímku činil 30 milionů dolarů. Do amerických kin byl film uveden 26. února 2010, celkové tržby dosáhly výše 55,6 milionu dolarů.

## Obsazení
| Bruce Willis          | detektiv Jimmy Monroe  |
| Tracy Morgan          | detektiv Paul Hodges   |
| Adam Brody            | detektiv Barry Mangold |
| Kevin Pollak          | detektiv Hunsaker      |
| Ana de la Reguera     | Gabriela               |
| Guillermo Díaz        | Poh Boy                |
| Seann William Scott   | Dave                   |
| Rashida Jones         | Debbie Hodgesová       |
| Jason Lee             | Roy                    |
| Susie Essman          | Laura                  |
| Michelle Trachtenberg | Ava Monroeová          |
| Francie Swift         | Pam                    |
| Sean Cullen           | kapitán Jack Romans    |
| Fred Armisen          | ruský advokát          |
| Cory Fernandez        | Juan Diaz              |
| Mark Consuelos        | Manuel                 |
| Marcus Morton         | Tommy                  |